# Kvarndammen (Dunkers socken, Södermanland)
Kvarndammen är en sjö i Flens kommun i Södermanland och ingår i Norrströms huvudavrinningsområde.